# Dinera crassipalpis
Dinera crassipalpis là một loài ruồi trong họ Tachinidae.